# BellSouth Open 2002
BellSouth Open 2002 — тенісний турнір, що проходив на кортах з твердим покриттям у місті Вінья-дель-Мар, Чилі з 11 лютого . Належав до категорії ATP International Series, був турніром серії Chile Open 2002 року.

## Фінальна частина

### Одиночний розряд
Фернандо Гонсалес —  Ніколас Лапентті 6–3, 6–7(5–7), 7–6(7–4)

### Парний розряд
Гастон Етліс /  Мартін Родрігес —  Лукас Арнольд Кер /  Луїс Лобо 6–3, 6–4